# Praha-Kbely (železniční zastávka)
Praha-Kbely je železniční zastávka, která se nachází v km 16,079 jednokolejné neelektrizované trati Praha–Turnov mezi stanicemi Praha-Satalice a Praha-Čakovice. Stojí na území městské části Praha-Kbely na východním konci Toužimské ulice. Výdejna jízdenek zde není.

## Historie
Ve Kbelích byla na trati do Turnova zřízena první železniční zastávka 12. listopadu 1932 při přejezdu Mladoboleslavské ulice. Stála u strážního domku čp. 11 po pravé straně koleje ve směru od Prahy. 20. prosince 1943 byla přemístěna severně na současné místo spolu se zřízením výhybny.
Od strážního domku při přejezdu byla již roku 1896 vyprojektována vlečka do vinořského cukrovaru v celkové délce 3,8 kilometru spolu s odbočkou dlouhou 0,6 kilometru ke složišti řepy. Stavba se ale pro nedostatek financí cukrovaru odložila a nakonec nerealizovala.

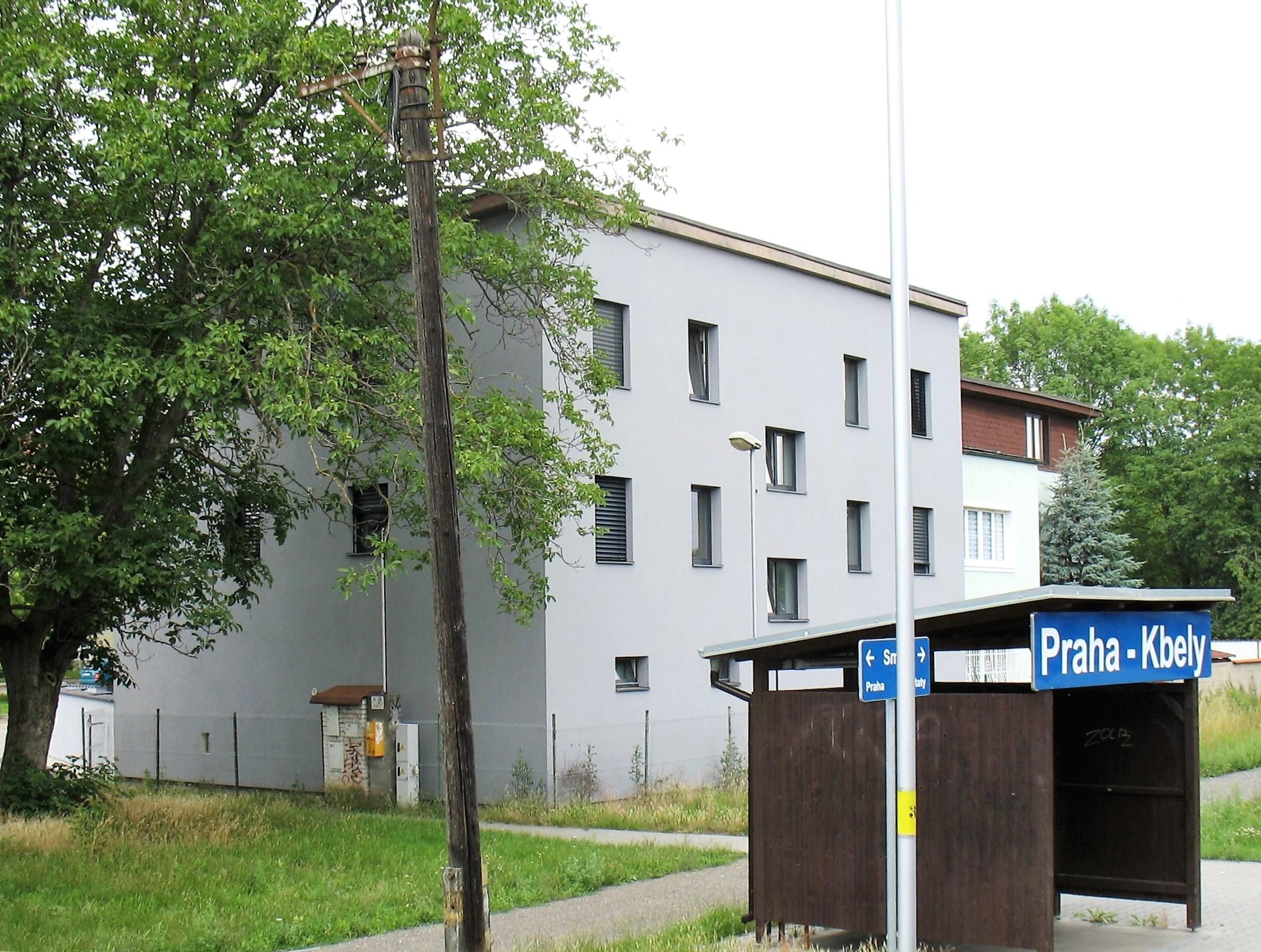
Zastávka s nově přistavěným obytným domem

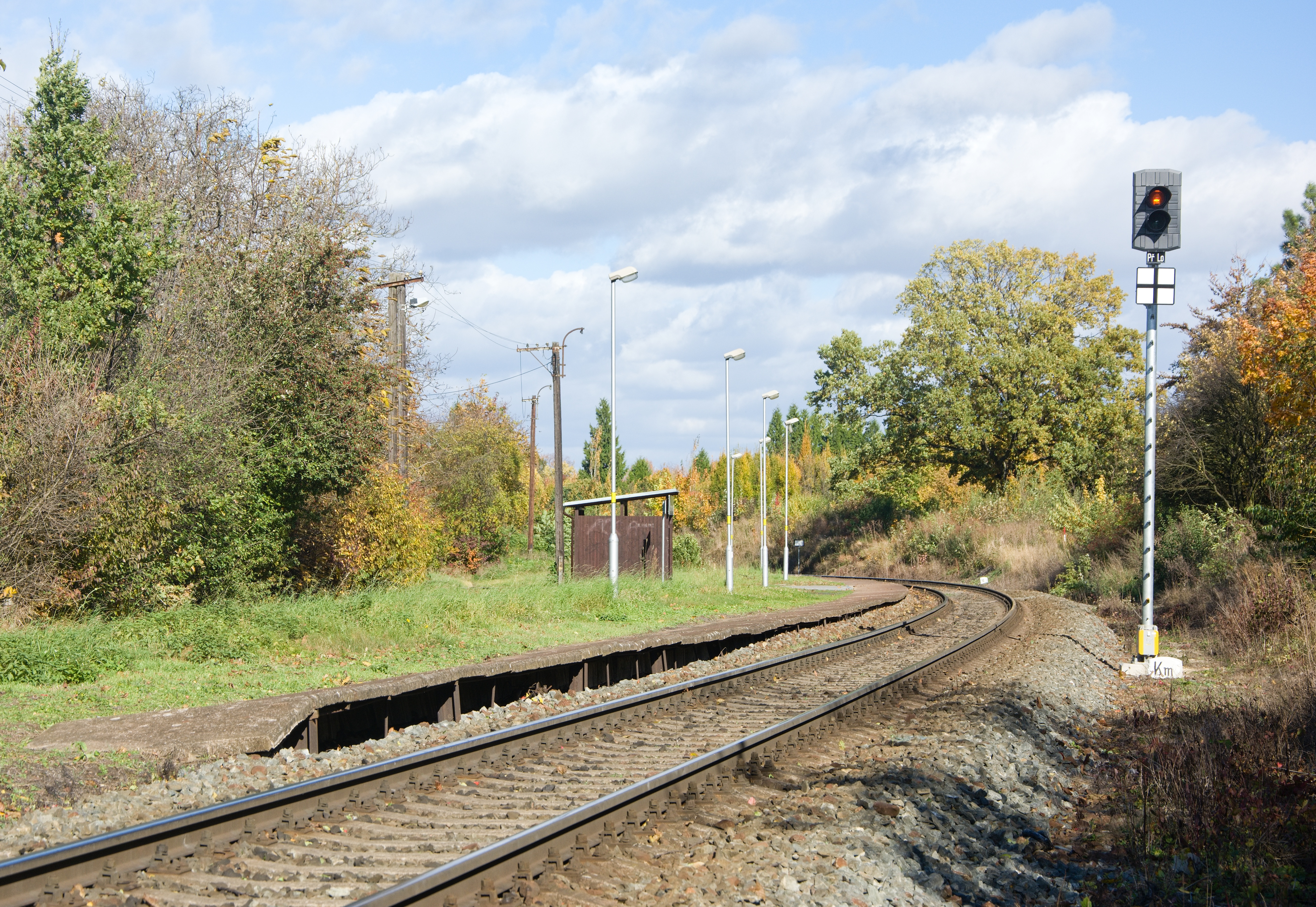
Celkový pohled na zastávku, vpravo předvěst oddílového návěstidla automatického hradla Nouzov

### Popis
Kbelskou zastávkou prochází jednokolejná neelektrizovaná trať. V zastávce je vybudováno panelové jednostranné vnější nástupiště o délce 175 m, nástupní hrana je ve výšce 300 mm nad temenem kolejnice. Stojí zde dřevěná zastávková čekárna (přístřešek) a původní zděná přízemní čekárna, která byla při rekonstrukci zastávky zrušena. Výhybna měla dvě koleje s dopravní délkou 183 náprav, koleje byly položeny v dlouhém zářezu a oblouku. Výpravčí výhybnu obsluhovali do 27. května 1967, vedlejší kolej byla snesena pravděpodobně koncem 70. let 20. století. Prodej jízdenek zde skončil zřejmě roku 1978 a původní staniční budova byla přestavěna na obytný dům.
Několik set metrů od zastávky se nachází automatické hradlo Nouzov s oddílovými návěstidly Lo v km 16,716 a So v km 16,740. Tento návěstní bod dělí úsek Praha-Satalice – Praha-Čakovice na dva prostorové oddíly.

### Železniční nehoda
V den otevření nové zastávky s výhybnou 20. prosince 1943 se před šestou hodinou ranní u železničním přejezdu silnice ze Kbel do Satalic stala tragická nehoda, při které zemřelo 23 osob na místě (19 později v nemocnici) a zraněno jich bylo 110. Příčinou čelní srážky dvou osobních vlaků 1111 a 1160 bylo nedorozumění na výhybně krátce před její dopravní aktivací.